# Sabre (roman)
Pour les articles homonymes, voir Sabre (homonymie).
Sabre est un roman de Emmanuel Ruben publié le 19 août 2020 aux éditions Stock et ayant reçu le prix des Deux Magots en janvier 2021.

## Historique
Le livre reçoit le 26 janvier 2021, le prix des Deux Magots au troisième tour de scrutin par quatre voix (la voix du président du jury, Étienne de Montety, comptant double dans ce cas de figure) contre trois à L'Autre Rimbaud de David Le Bailly,.

## Résumé
Samuel Vidouble enseigne en province lorsqu'il décide d'enquêter sur un sabre présent dans la maison de ses grands-parents et remonte l'histoire de l'objet jusqu'aux Guerres napoléoniennes.

## Éditions
- Éditions Stock, La Bleue, 2020  (ISBN 9782234089990)[3].